# القلعنة (المهرة)

تعديل مصدري - تعديل

القلعنة هي إحدى قرى مديرية المسيلة التابعة لمحافظة المهرة، بلغ تعداد سكانها 167 نسمة حسب تعداد اليمن لعام 2004.